# Генріх I (пфальцграф Лотарингії)
Ге́нріх I Божеві́льний (нім. Heinrich I. der Rasende aber der Wahnsinnige; д/н — 29 липня 1060) — пфальцграф Лотарингії в 1045—1060 роках, відомий також як «Чернець» (der Mönch).

## Життєпис
Походив з роду Еццоненів. Син Еццеліна I, графа Цюльпіхгау, та доньки Конрада I, герцога Каринтії. Про дату народження й молоді роки замало відомостей. Після смерті батька 1033 року успадкував графство Цюльпіхгау.
1045 року йому було передано пфальцграфство Лотарингія. 1048 року одружився з Матильдою, представницею впливового Арденнського дому. Отримав від родички Рикси, королеви Польщі, мозельський замок Кохем. 1056 року під час хвороби імператора Генріха III частина знаті обрала Генріха I як наступника на троні.
У 1058 році виявилися перші ознаки психічної хвороби, внаслідок чого він на деякий час перебрався до абатства Горз поблизу Мецу. Втім 1060 року повернувся до справ і невдовзі вбив сокирою дружину. Слідом за цим Генріха I було запроторено до Ехтернаського монастиря, де він помер у липні того ж року. Володіння перейшли до сина Германа II, опікуном якого став Анно II, архієпископ Кельнський.

## Родина
Дружина — Матильда, донька Гоцело I Великого, герцога Верхньої Лотарингії. Діти:
- Герман (1049—1085), пфальцграф Лотарингії